# Marne-Rhenkanalen

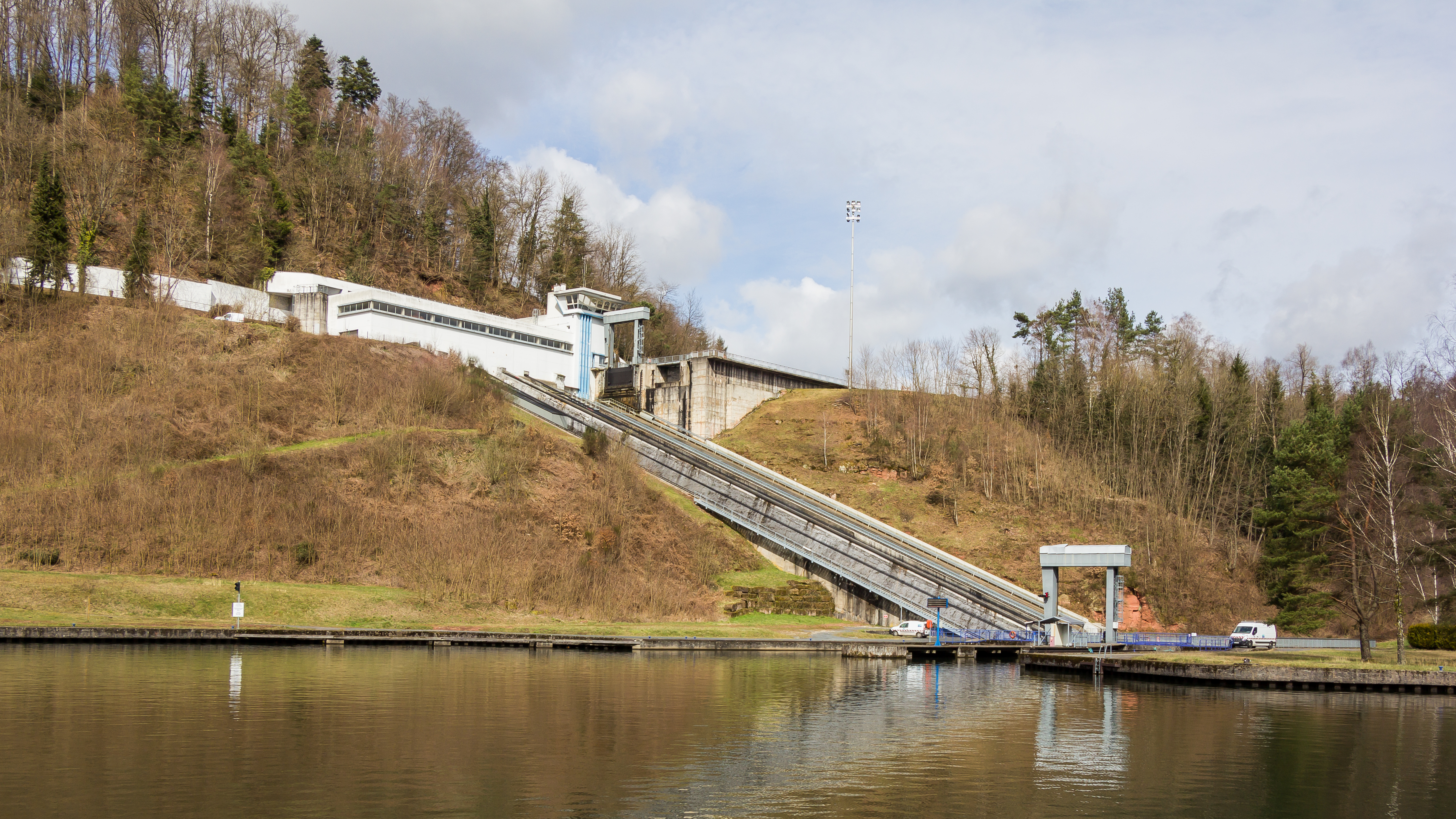
Saint-Louis/Arzviller båtlyft

Marne-Rhenkanalen är en fransk kanal som förbinder floderna Rhen med Marne. Kanalen blev färdigställd 1853 och används idag framförallt av nöjes- och fritidsbåtar. Kanalen led under sin aktiva period av vattenbrist. Fram till 1979 var den Frankrikes längsta kanal.
Kanalen förbinder Marnes parallellkanal (fr. Canal latéral à la Marne) och  Canal de la Marne à la Saône i Vitry-le-François med Mosel i Nancy och med Rhen i Strasbourg.